# شرکت مختلط غیر سهامی
شرکت مختلط غیرسهامی ؛ از دو نوع شریک یعنی شریک ضامن و شریک با مسئولیت محدود تشکیل می‌شود. شریک ضامن مسئول کلیه بدهیهایی است که ممکن است علاوه بر دارایی شرکت پیدا شود. شریک با مسئولیت محدود کسی است که مسئولیت او، فقط تا میزان سرمایه‌ای است که در شرکت گذارده و یا بایستی بگذارد.
شرکت مختلط غیرسهامی شرکتی است که برای انجام امور بازرگانی تحت اسم مخصوص، بین یک یا چند نفر شریک ضامن و یک یا چند نفر شریک با مسئولیت محدود بدون انتشار سهام تشکیل می‌گردد . در این شرکت، شریک ضامن، مسئول کلیۀ بدهی‌هایی است که ممکن است علاوه بر دارایی شرکت حاصل شود و مسئولیت شریک با مسئولیت محدود تا میزان سرمایه‌ای است که در شرکت، سرمایه‌گذاری کرده یا خواهد کرد. به دنبال نام این شرکت باید عبارت «شرکت مختلط» و حداقل نام یکی از شرکاء ضامن قید گردد.
این شرکت جزء‌ شرکت‌های خصوصی محسوب می‌شود و با تنظیم شرکت‌نامه و اساس‌نامه و امضاء شرکاء، ‌ تشکیل و به ثبت می‌رسد و روابط شرکاء تابع شرکت نامه خواهد بود. در تنظیم شرکت‌نامه و اساس‌نامه باید مفاد ماده ۱۶۱ قانون بازرگانی ناظر به مواد ۱۳۶ تا ۱۴۰ همان قانون مورد توجه قرار گیرد.

## تشکیل
این شرکت جزء‌ شرکت‌های خصوصی محسوب می‌شود و با تنظیم شرکت‌نامه و اساس‌نامه و امضاء شرکاء، ‌ تشکیل و به ثبت می‌رسد و روابط شرکاء تابع شرکت نامه خواهد بود.
در تنظیم شرکت‌نامه و اساس‌نامه باید مفاد ماده ۱۶۱ قانون بازرگانی ناظر به مواد ۱۳۶ تا ۱۴۰ همان قانون مورد توجه قرار گیرد.